# Lymeon gracilipes
Lymeon gracilipes là một loài tò vò trong họ Ichneumonidae.